# Paolo Bustamante
Paolo Bustamante (Lima, Huacho, Perú, 24 de junio de 1994) es un futbolista peruano. Juega de mediocentro y su equipo actual es Deportivo Coopsol de la Liga 2 de Perú.

## Trayectoria
Debutó con el Club Deportivo San Martín de Porres contra Sport Huancayo  ganando por 3 tantos a 1. En el año 2013 salió en el once ideal del torneo de reservas y mejor jugador de dicho torneo elegido por cable mágico deportes, de la mano del profesor Orlando Lavalle, llegó a tener muchos partidos competitivos de gran nivel,
En el año 2016 es tuvo en Alianza Atlético Sullana de primera división en ese entonces donde pudo disputar varios partidos.
Club Deportivo Coopsol de segunda división optó por contratarlo en el año 2018, disputando 23 encuentros y marcando 3 goles, siendo uno de los jugadores con más minutos disputados en el torneo.
Actualmente pertenece a Pirata FC de la Liga 1 en la cual viene teniendo continuidad y volviendo al nivel que demostró años atrás, antes de una lesión que lo alejó de las canchas por un largo tiempo.

## Clubes
| Club                     | País | Año       |
| ------------------------ | ---- | --------- |
| USMP                     | Perú | 2014-2016 |
| Alianza Atlético Sullana | Perú | 2016-2017 |
| Club Deportivo Coopsol   | Perú | 2018      |
| Pirata FC                | Perú | 2019      |
| Santos F. C.             | Perú | 2022      |
| Juan Aurich              | Perú | 2022      |
| Deportivo Coopsol        | Perú | 2023 -    |